# Табримон

Левант около 830 года до н. э.

Табримон (Таб-Риммон, Тавримон; «угодный Римону» или «[Бог] Римон добр»; X—IX века до н. э.) — царь Арама в конце X — начале IX веков до н. э.

## Биография
О Табримоне известно очень мало. Единственный исторический источник, сообщающий о нём — Библия. В Третьей книге Царств в связи с событиями правления царя Иудеи Асы повествуется: «И взял Аса всё серебро и золото, остававшееся в сокровищницах дома Господня и в сокровищницах дома царского, и дал его в руки слуг своих, и послал их царь Аса к Венададу, сыну Тавримона, сына Хезионова, царю Сирийскому, жившему в Дамаске, и сказал: союз да будет между мною и между тобою, [как был] между отцом моим и между отцом твоим…» (3Цар. 15:18—19).
Изучая этот текст, историки установили, что Табримон был правителем арамейского царства со столицей в Дамаске, и что его отцом был Хезион, а сыном — Бар-Хадад I. Так как правление иудейского царя Авии, отца Асы, приблизительно датируется временем около 910 года до н. э., то предполагается, что Табримон унаследовал от отца престол Арама не позднее этого времени.
Из событий правления Табримона известно только о его союзе с царём Иудеи Авией, ведшим тяжёлую войну против царя Израиля Иеровоама I.
О продолжительности правления Табримона никаких сведений не сохранилось. На основании упоминания о войне Бар-Хадада I с царём Израиля Баашей, умершим в 880-х годах до н. э., делается вывод, что к этому времени Табримон уже скончался.

## Комментарии
1. ↑  Правление Авии датируется в различных источниках 914—911 годами до н. э.[5] или 911—908 годами до н. э.[4]
2. ↑  Смерть Бааши датируется в различных источниках 886 годом до н. э.[5] или 883 годом до н. э.[4]